# Helgufoss
Helgufoss è una cascata situata nella regione di Höfuðborgarsvæðið, nella parte sud-occidentale dell'Islanda.

## Descrizione
La cascata è localizzata nella parte settentrionale del comune di Mosfellsbær, nella regione di Höfuðborgarsvæðið, cioè l'area intorno alla capitale Reykjavík, da cui dista circa 17 km.
La cascata è situata sul corso del fiume Kaldakvísl, uno dei tre fiumi che attraversano Mosfellsbær.

## Accesso
La cascata Helgufoss è situata poco lontano dalla Hringvegur, la grande strada ad anello che contorna l'intera Islanda, nel tratto compreso tra Mosfellsbær e Þingvellir. Dalla strada statale si impiegano circa 20 minuti a piedi per arrivare alla base della cascata. Un po' più a valle si trova la cascata Tungufoss, situata sempre sullo stesso fiume Kaldakvísl appena al di là del ponte che attraversa la Hringvegur.